# Renosteria montagua
Renosteria montagua är en insektsart som beskrevs av Pieter D. Theron 1984. Renosteria montagua ingår i släktet Renosteria och familjen dvärgstritar. Inga underarter finns listade i Catalogue of Life.